# Arctostaphylocoris arizonensis
Arctostaphylocoris arizonensis är en insektsart som beskrevs av Schuh och Schwartz 2004. Arctostaphylocoris arizonensis ingår i släktet Arctostaphylocoris och familjen ängsskinnbaggar. Inga underarter finns listade i Catalogue of Life.